# Zespół zabudowy szybu „Wschodniego II”
Zespół zabudowy szybu „Wschodniego II” – zabytkowy zespół zabudowy dawnego szybu „Wschodniego II” zlikwidowanej kopalni węgla kamiennego „Kleofas”, znajdujący się w Katowicach przy ulicy F. Bocheńskiego, w granicach dzielnicy Osiedle Witosa. Na zespół zabudowy składa się wieża wyciągowa wraz z maszynownią i nadszybiem. Kompleks ten pochodzi z lat 1913–1921.

## Historia
Pod koniec lat 80. XIX wieku w kopalni „Cleophas” (późniejszy „Kleofas”) w Załężu zaszła potrzeba budowy nowych szybów wentylacyjnych z dala od szybów głównych zakładu. W 1888 roku został zaprojektowany szyb wentylacyjny „Schwarzenfeld I” („Wschodni I”) o głębokości 110 metrów. Wraz z szybem powstała drewniana wieża szybu z kołowrotem ręcznym. Był on połączony z polem eksploatacyjnym „Wschodnim I” na poziomie 86 metrów. W latach 1890–1891 szyb został zgłębiony. Miał on kanał kominowy z piecem wentylacyjnym na poziomie 126 m, który w 1900 roku zastąpiono wentylatorem elektrycznym. W 1904 roku wieża szybu została zastąpiona przez konstrukcję metalową, a kołowrót zamieniono na elektryczny.
W latach 1913–1916, w odległości 12 m na zachód od szybu „Schwarzenfeld I” („Wschodniego I”) została zbudowana wieża wyciągowa szybu „Schwarzenfeld II” („Wschodniego II”). Szyb zaś został zaprojektowany jako dwuprzedziałowy (wschodni i zachodni). Przedział zachodni ukończono w 1921 roku i przeznaczono go do obsługiwania poziomów 162, 286, 374, 444 i 503 m, w kwietniu 1922 roku pogłębiono go do 519,8 m. Drugi przedział – wschodni, ukończono w marcu 1927 roku, wykorzystywany był do wydobycia węgla kamiennego z tychże pokładów.
Szyb Wschodni II pełnił różne funkcje: szybu wentylacyjnego, wdechowego, zjazdowego, materiałowego, wydobywczego, a w związku z bliskością linii kolei piaskowej także szybu podsadzkowego.
W latach 1923–1926, kopalnia „Kleofas” wybudowała linię kolejki wąskotorowej 650 mm łączącej szyb „Wschodni II” z dwoma cegielniami położonymi na południe i wschód od szybu. W dniu 9 marca 1931 roku ukończono linię kolejową o rozstawie szyn 785 mm prowadzącą z piaskowni m.in. do szybu „Wschodniego II”. Linia dostarczająca piasek została zelektryfikowana.
Zaraz po II wojnie światowej zaplanowano w szybie „Wschodnim II” wykonanie podszybia. W latach 50. XX wieku zlikwidowano szyb „Wschodni I”, który pod koniec swojej działalności pełnił głównie funkcję szybu podsadzkowego. Do 1959 roku pracował przedział wschodni szybu „Wschodniego II”, służący dla transportu klatkowego, po czym urządzenie wyciągowe wraz z kołami linowymi zdemontowano. W 1961 roku zlikwidowano połączenie wąskotorowe 785 mm prowadzące do szybu „Wschodniego II”. W 1966 roku wzmocniono konstrukcję wieży, w 1969 roku wymieniono zaś koła linowe w części zachodniej, zastępując je współcześnie istniejącymi.
Do szybu Wschodniego dobiegała normalnotorowa bocznica kolejowa kolei piaskowej – linia nr KP 426, otwarta w 1959 roku. Budowa linii trwała w latach 1957–1959. Została one zelektryfikowana przed 1980 rokiem, przed 2005 rokiem zaś tory bocznicy rozebrano.
W listopadzie 2004 roku w kopalni „Kleofas” zakończono wydobycie, miesiąc później zaś, 31 grudnia 2004 roku, dawna kopalnia została zakupiona od Katowickiego Holdingu Węglowego przez Spółkę Restrukturyzacji Kopalń.
Zespół zabudowy szybu został wpisany do rejestru zabytków 23 listopada 2010 roku. W 2016 roku zabudowa szybu „Wschodniego II” pozostawała własnością Spółki Restrukturyzacji Kopalń. Na wiosnę 2017 roku kompleks zabudowy przeszedł remont. W tym czasie był on już własnością prywatną.

## Charakterystyka
Zespół zabudowy szybu „Wschodniego II” dawnej kopalni „Kleofas” położony jest w Katowicach przy ulicy F. Bocheńskiego, w granicach dzielnicy Osiedle Witosa, niedaleko granicy z Załężem.
Na zabytkowy kompleks zabudowy szybu składa się wieża wyciągowa szybu „Wschodniego II” wraz z maszynownią i nadszybiem. Budynki nadszybia i maszynowni powstały w stylu historyzmu ceglanego. Kompleks zabudowy pochodzi z lat 1913–1921, a sama zaś wieża wyciągowa została wzniesiona w latach 1913–1916.
Wieża szybowa o wysokości 25 m jest konstrukcji stalowej, dwuprzedziałowa, z jednym zastrzałem i trzonem obudowanym blachą. Ma ona staliwowe koła, zamontowane w dwie pary na wspólnym podeście. Koła są na wysokości 22,2 m i przetrwała tylko para od strony zachodniej (przy ulicy F. Bocheńskiego). Wieża jest stosunkowo niska, a podobnych wież na terenie Katowic w tego typu obiektach powstałych do 1945 roku nie ma, przez co jest ona wyjątkowa. Wieża szybowa jest także jedyną tego typu konstrukcją przetrwałą po zabudowie kopalni „Kleofas”.
Zespół zabudowy szybu „Wschodniego II” wpisany jest do rejestru zabytków pod numerem A/321/10 – wpis z dnia 23 listopada 2010 roku. Ochroną objęta jest dawna wieża wyciągowa szybu „Wschodniego II” w granicach zgodnych do obrysów przylegających budynków nadszybia oraz maszynowni.

## Galeria

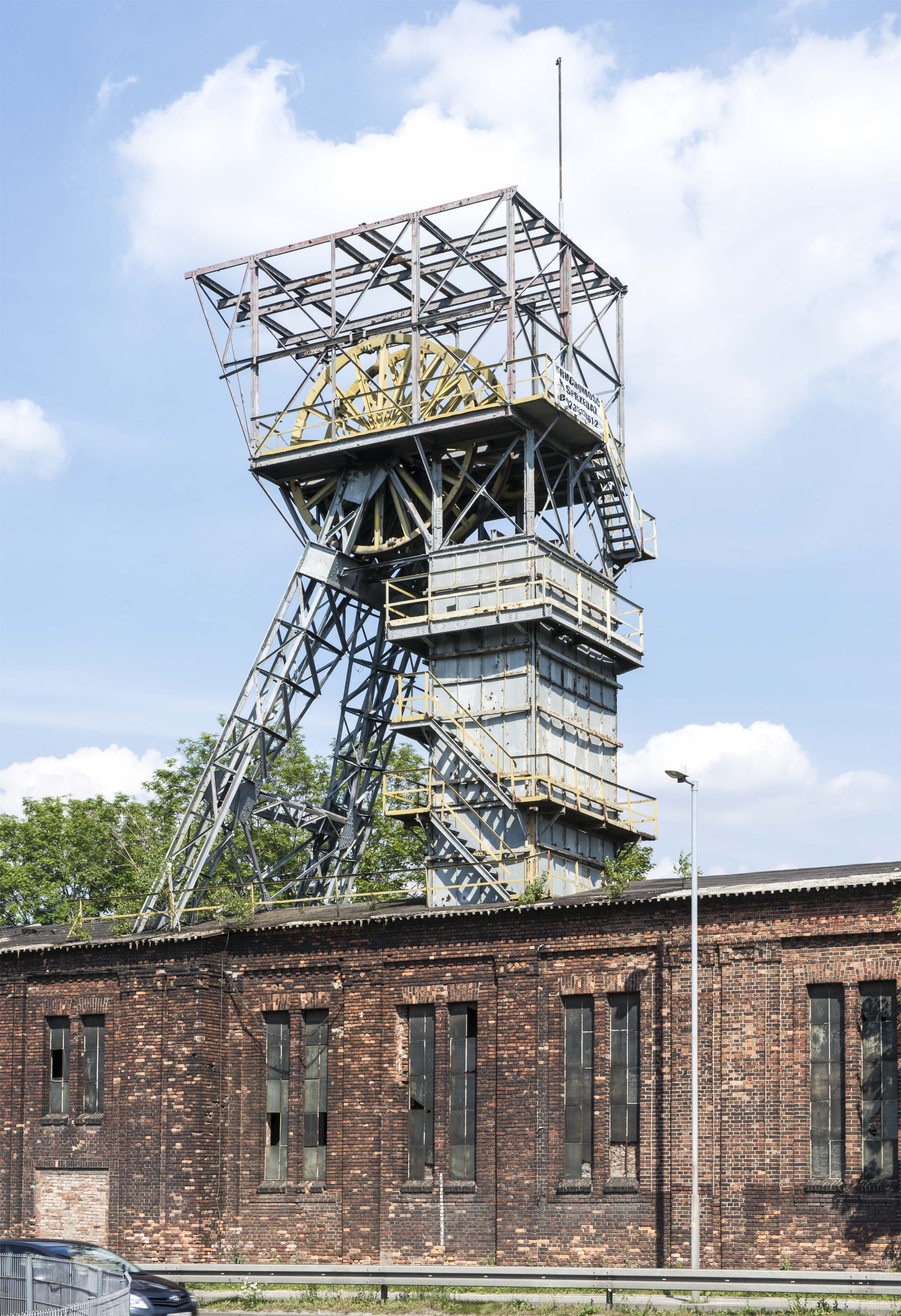
Wieża szybowa szybu „Wschodniego II”
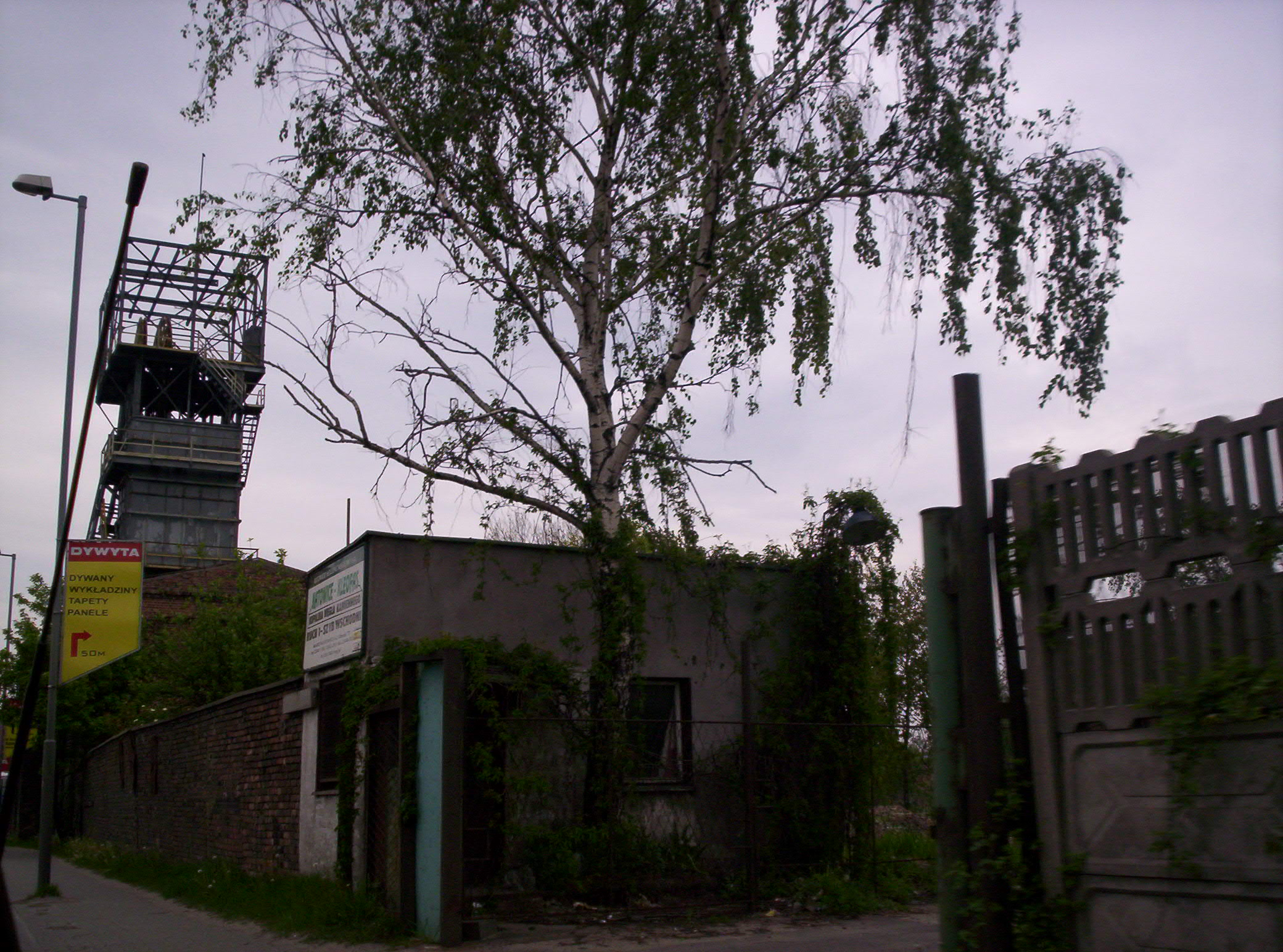
Zabudowa szybu „Wschodniego II” w 2007 roku